# 발효종

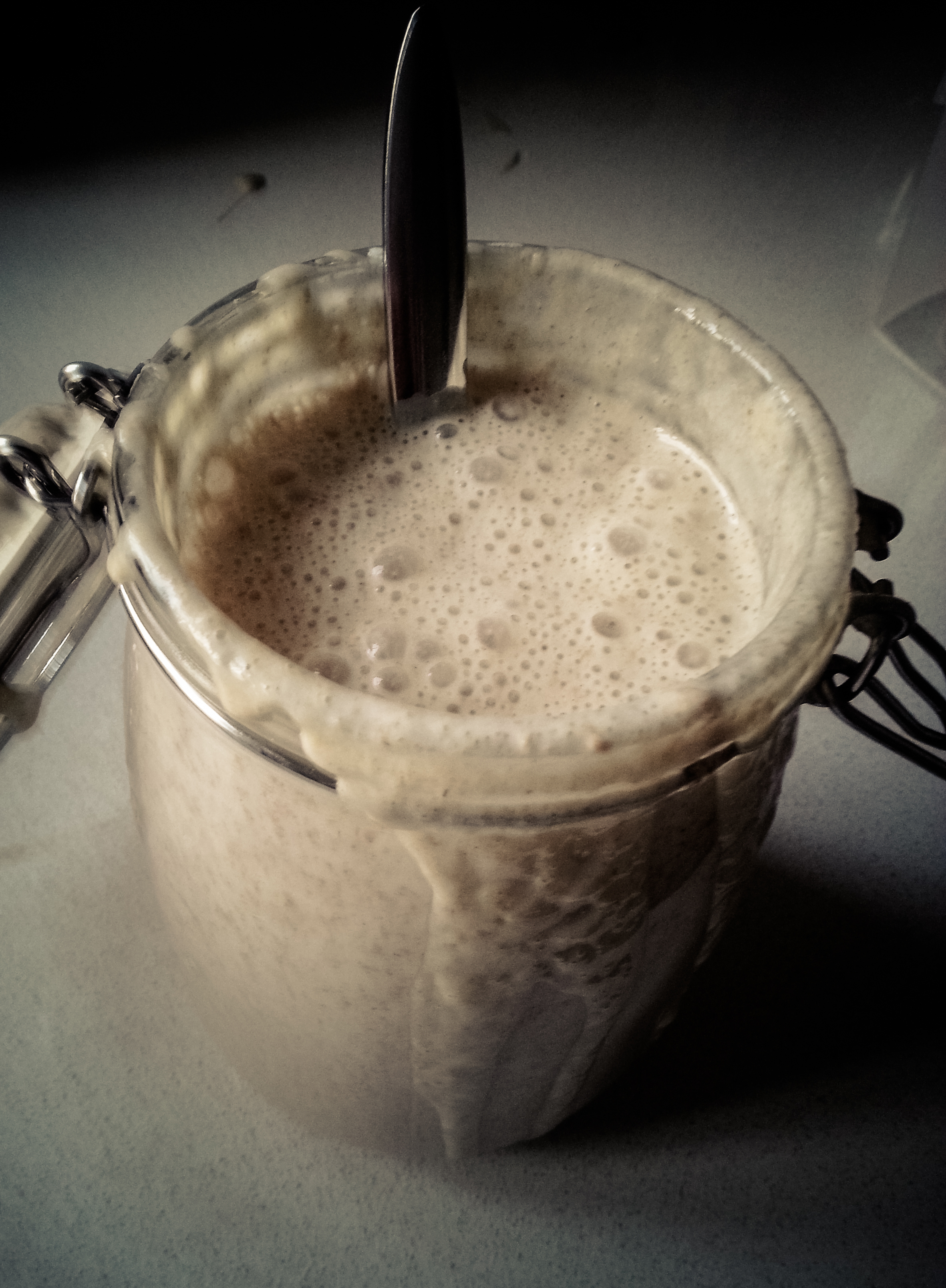
사워도 발효종

발효종(醱酵種) 또는 사전발효제(事前醱酵劑)는 간접 제빵법에서 사용되는 발효제이다. 씨반죽, 마더도(mother dough)라고도 한다.
발효종과 제빵 과정에서의 긴 발효 시간은 여러 이점이 있다. 효모와 효소, 그리고 사워도의 경우 박테리아가 반죽의 전분과 단백질에 작용할 시간이 더 많아지기 때문이다. 이는 구운 빵의 보존 기간을 늘리고 더 복잡한 풍미를 만들어낸다. 상업적 수준에서 제빵 공정이 간소화되면서 레시피에 효모를 직접 첨가하는 방식이 늘어나 발효종의 인기는 줄어들었지만, 장인 제빵의 레시피와 배합법에서는 다양한 형태의 발효종이 널리 사용되고 있다.

## 분류
일반적으로 발효종은 빵효모를 기반으로 하는 효모발효종(스펀지 방식)과 야생 효모와 유산균을 기반으로 하는 천연발효종(사워도 방식), 이렇게 두 가지로 나뉜다. 제빵에서 일반적으로 명명되고 사용되는 발효종에는 여러 종류가 있다. 이들은 모두 오랜 세대를 거친 마더도부터 제빵용 효모를 새로 넣어 만든 1세대 스펀지까지 다양한 공정과 시간대에 걸쳐 있다.
- 비가(biga)와 풀리시(poolish 또는 pouliche)는 각각 이탈리아와 프랑스 제빵에서 빵효모로 만든 스펀지를 지칭하는 용어이다. 풀리시는 상당히 묽은 스펀지(일반적으로 밀가루와 물의 무게 비율이 1대1인 것)이며 비가 리퀴다(biga liquida)라고도 하는 반면, '일반' 비가는 보통 더 된 편이다.[3] 비가는 정점에 도달했을 때 더 묽은 스펀지보다 오래 유지할 수 있으며,[4] 풀리시는 반죽의 신장성을 높이는 것으로 알려진 기법 중 하나이다.[5]

- 사워도 스타터(sourdough starter)는 곡물과 주변 환경에 존재하는 미생물에 의존하기 때문에 아마도 가장 오래된 것일 것이다. 일반적으로 이러한 스타터들은 상당히 복잡한 미생물학적 구성을 가지고 있는데, 가장 주목할 만한 것은 야생 효모, 락토바실러스, 초산균이 스코비(SCOBY)라고 하는 공생 관계를 이루고 있다는 점이다.[6][7] 스타터들은 오랜 기간 동안 유지되는 경우가 흔하다. 예를 들어 샌프란시스코의 부댕 베이커리는 150년이 넘도록 같은 스타터 반죽을 사용해 왔다. 프랑스 제빵에서는 이와 비슷한 의미로 르방(levain)이라는 용어를 사용한다.

- 마더도는 흔히 사워도를 가리키며, 이러한 맥락에서 스타터라는 용어는 종종 마더도 전체 또는 그 일부를 지칭한다.[8] 하지만 마더도는 1세대 효모 스펀지를 지칭할 수도 있으므로,[9] 스펀지 방식과 사워도 방식을 구분하기 위해서는 재료와 발효 시간과 관련된 공정을 이해하는 것이 중요하다.[10] 프랑스 제빵에서는 이와 비슷한 의미로 셰프(Chef)라는 용어를 사용한다.[11]

- 묵은 반죽(old dough, 프랑스어: pâte fermentée)은 효모나 사워도 균으로 만들 수 있으며, 본질적으로 이전 반죽에서 남겨둔 조각에 밀가루와 물을 더 넣어 남아있는 미생물을 먹인 것이다. 묵은 반죽의 일부이므로 다른 발효종과 구별되는 전형적인 재료인 소금이 들어간다.[12][주 2] 묵은 반죽이 10시간 더 숙성되면 프랑스에서는 르방 드 셰프(Levain de Chef)라고 부른다.[14]

## 어원
프랑스어 풀리시라는 용어의 일반적이지만 문서화되지 않은 기원은 1840년경 폴란드 제빵사들이 이 방식을 처음 사용했다는 것으로, 1920년대 초에 프랑스에 전해졌다고 한다. 하지만 "poolish"는 "Polish"(폴란드의)의 옛 영어 표현인 반면, 이 용어는 프랑스(여기서는 "폴란드의"가 "polonais"임)에서 가장 많이 사용되는 것으로 보인다. 19세기의 일부 문헌에서는 동음이의어인 "pouliche"를 사용하는데, 이 단어는 프랑스어 단어로 암말을 의미한다. 어느 쪽 철자든 이 용어는 19세기 후반에 이르러서야 프랑스 문헌에 등장한다. 현재로서는 이 용어의 기원에 대한 신빙성 있는 설명이 없다.

## 사용
발효종은 만들기 쉬우며, 보통 밀가루와 물, 그리고 효모와 같은 발효제를 간단히 혼합하여 구성된다. 소금이나 설탕의 첨가에 대해서는 두 가지 견해가 있다. 두 재료 모두 발효나 부풀어 오르는 시간으로 판단했을 때 효모의 성장을 억제하거나 늦추므로, 일반적으로 발효종에는 포함시키지 않고 최종 반죽에 첨가한다. 결국 각 재료의 양과 첨가 시기는 발효종과 최종 반죽의 배합비에 따라 달라진다.
일부 국가(주로 동유럽과 발트해 연안, 북유럽 국가들)에서는 호밀가루도 발효종을 만드는 데 사용한다. 전통적인 핀란드식 호밀 발효종은 호밀가루와 물만을 사용하며, 설탕이나 효모는 넣지 않는다. 발효종을 더 빨리 부풀게 하기 위해 요구르트를 사용하기도 한다.
밀가루와 물의 비율이 1대1이면 비교적 묽은 발효종이 된다. 2대1과 같이 더 된 반죽도 사용할 수 있다. 혼합한 후에는 일정 시간 동안 발효시킨 다음, 추가 효모를 대체하거나 보충하는 용도로 최종 반죽에 넣는다. 컴퓨터로 제어되는 제빵 공장용으로 설계된 발효종은 연속적인 반죽 생산 공정에 필요한 산화제를 비롯한 상당히 다른 일련의 재료들을 사용하는, 뚜렷이 구분되는 종류가 있다.
발효는 때때로 따뜻한 곳이나 습도와 온도가 조절되는 환경에서 이루어진다. 실온보다 낮거나 냉장 온도에서는 성장이 느려지고 시간이 더 오래 걸리는 반면, 약간 따뜻한 온도에서는 성장이 빨라지고 시간이 단축된다. 너무 따뜻한 온도에서는 성장이 둔화되며, 더 높은 온도에서는 효모가 죽게 된다. 효모 세포의 사멸은 50~60°C(122~140°F) 범위에서 일어난다. 르방이나 사워도 발효종을 냉각할 때 반죽의 온도가 10°C(50°F) 아래로 떨어지면 균총에 영향을 미쳐 구운 빵에서 특유의 향이 사라지게 된다.
발효종이 부풀어 오를 공간을 확보하기 위해, 재료들은 자신의 부피보다 최소 4~5배 큰 용기에서 혼합된다. 이 시점에서 효모 발효종의 공정이 사워도나 르방 발효종의 공정과 달라지기 시작한다. 효모 발효종에 할당되는 전형적인 시간은 반죽의 온도와 제빵 비율로 표현되는 활성 효모의 첨가량에 따라 2~16시간 정도이다. 자연 발효 사워도 발효종은 최소 며칠이 걸리며 많은 변수의 영향을 받는다.
처음부터 사워도 발효종을 만들기 위해 최소한 필요한 재료는 밀가루와 물, 그리고 시간이다. 이 발효종은 매일 신선한 밀가루와 물을 먹이거나 새로운 반죽으로 보충하면서 유지된다. 원하는 숙성 기간이나 최소한의 보충 횟수에 도달할 때까지 실온에서 발효되며, 최종 반죽으로 이어지는 과정에서 시간 간격이 단축되는 보충 일정을 따를 수 있고, 그 후 최종 반죽에 첨가된다. 발효종의 현재 무게를 유지할 때는 발효종의 60%(또는 그 이상)를 버리고 그만큼을 새 반죽으로 대체하는 것이 좋다. 발효종의 양을 늘려야 할 경우에는 새 반죽을 추가하면 된다. 무게 기준으로 옛 반죽 대 새 반죽의 비율이 40대60, 즉 2대3인 것을 백슬로핑 비율이라고 하며, 이 비율이 변하면 방금 보충된 반죽의 pH가 변하게 된다. 레이몬드 칼벨은 1차 르방 배양을 위해 소금을 사용했지만, 많은 최종 반죽 배합에서 전형적으로 쓰이는 양보다는 적은 양을 사용했다.

## 같이 보기
- 발효제

## 주해
1. ↑  그러나 일부 제빵사들은 효모 품종만을 지칭할 때 이 용어를 사용한다.[3]
2. ↑  일부 공정에서는 나머지를 최종 반죽과 섞어 넣기 전에 발효종의 일부를 따로 떼어 두는데, 이렇게 따로 떼어 둔 '묵은 반죽'은 처음 발효종을 만들 때 소금을 넣지 않았다면 소금 함량이 없다는 것을 의미한다.[10][13]
3. ↑  새로 첨가된 밀가루 무게를 기준으로 한 제빵 비율로 표현하면, 칼벨의 첫 반죽에는 0.5%의 소금이 들어갔으며 이후의 모든 보충에는 0.33%의 소금이 들어갔다. 맥아는 연속되는 첫 두 반죽에만 첨가되었다. 묵은 반죽 대 새 반죽의 백슬로핑 비율은 62.1~62.4% 범위였다. 22시간 동안 숙성된 것은 첫 반죽뿐이었다. 보충 간격은 처음에 연이은 두 번의 보충에서 7시간으로 단축되었고, 그다음 세 번은 6시간으로 단축되었다. 제빵용 효모는 사용되지 않았다. 다소 모순되게도 이는 "자연 발효 스펀지"라고 명명되었다.[11]